# Hugo Göllors

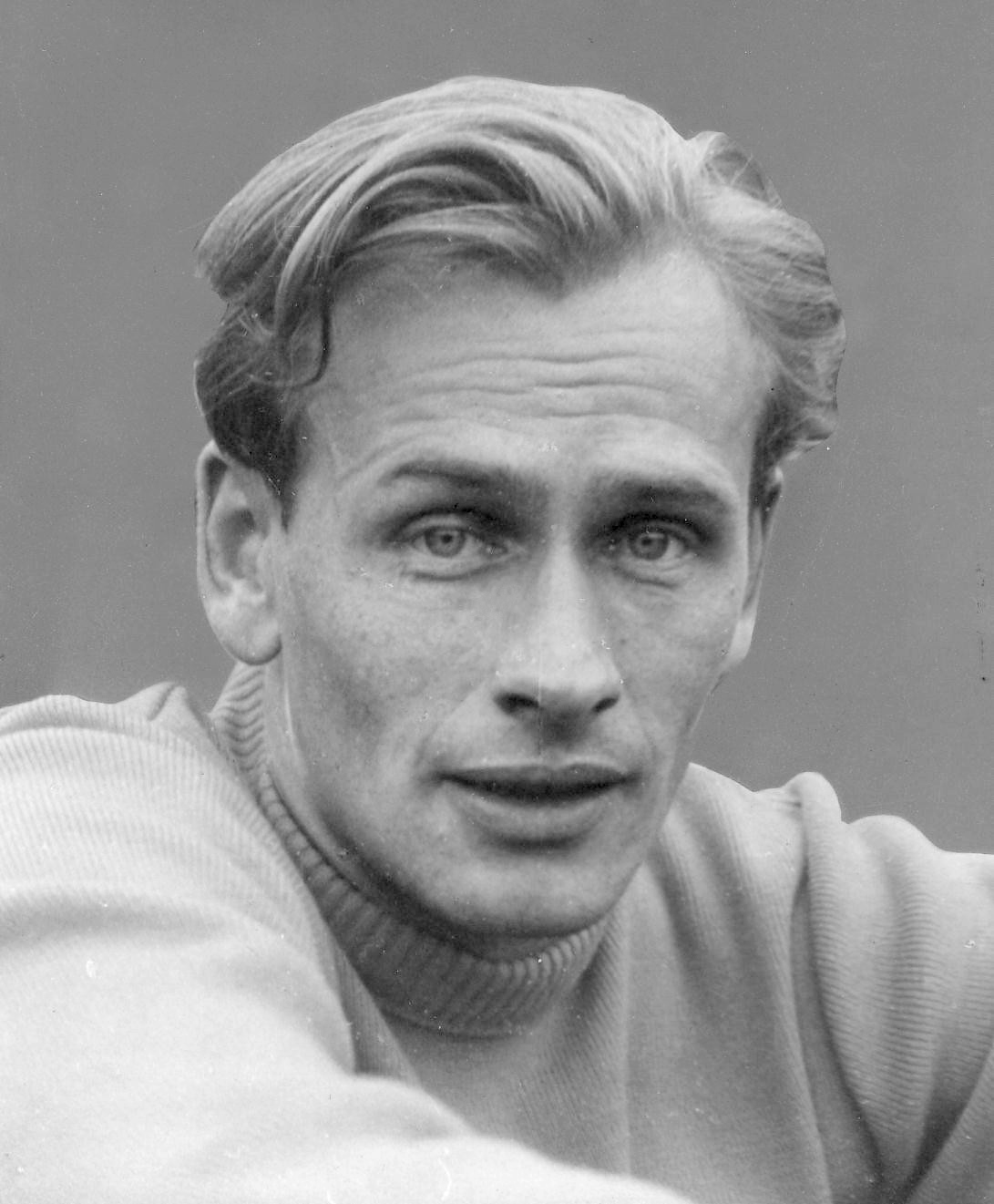
Hugo Göllors in den 1940er Jahren

Hugo Göllors (Olov Hugo Göllors, geb. Olsson; * 16. November 1919 in Malung; † 7. Februar 1977 ebd.) war ein schwedischer Stabhochspringer.
Bei den Leichtathletik-Europameisterschaften 1946 in Oslo wurde er Fünfter und bei den Olympischen Spielen 1948 in London Siebter.
1942 und 1947 wurde er Schwedischer Meister. Seine persönliche Bestleistung von 4,15 m stellte er am 22. August 1947 in Göteborg auf.